# Rappoldit
Rappoldit ist ein sehr selten vorkommendes Mineral aus der Mineralklasse der „Phosphate, Arsenate und Vanadate“. Er kristallisiert im triklinem Kristallsystem mit der chemischen Zusammensetzung Pb(Co,Ni)2(AsO4)2·2H2O und ist damit chemisch gesehen ein wasserhaltiges Blei-Cobalt-Nickel-Arsenat.
Rappoldit entwickelt prismatische oder tafelige Kristalle bis zu 1 mm Länge und 0,3 mm Durchmesser, die zu kleinen, rosettenförmigen oder auch kugeligen Aggregaten zusammentreten. Das Mineral findet sich zusammen mit Cobaltaustinit auf verwittertem Erythrin und sitzt mit seinen Begleitmineralen in Drusen im körnig-zelligen Gangquarz. Die Typlokalität des Minerals ist die Fundgrube Rappold im Schneeberger Ortsteil Neustädtel – einer ehemals selbstständigen Bergstadt im sächsischen Erzgebirge.

## Etymologie und Geschichte
Als Entdecker des Rappoldits gilt der Schneeberger Sammler Lutz Schlegel, der das Mineral im Jahre 1991 bei Erdarbeiten in Schneeberg-Neustädtel fand, bei denen auch Teile der Halde der Rappold-Fundgrube und des bei Wegebauarbeiten verwendeten Haldenmaterials freigelegt wurden. Nach ersten Bestimmungen wurde das Mineral als Tsumcorit identifiziert. Anschließende Untersuchungen führten dann zu dem Ergebnis, dass es sich nicht um Tsumcorit, sondern um eine bisher unbekannte Mineralart aus der Tsumcoritgruppe handelt, welche 1998 als „unnamed Pb-Co-Ni-As-Mineral“ vorgestellt wurde. Nach weiteren detaillierten mineralogischen, chemischen und strukturellen Arbeiten wurde das Mineral 1998 von der International Mineralogical Association (IMA) unter der Nummer „IMA 1998-015“ anerkannt und im Jahre 2000 von einem österreichisch-deutschen Forscherteam mit Herta Silvia Effenberger, Werner Krause, Heinz-Jürgen Bernhardt und Mirko Martin im englischen Wissenschaftsmagazin Mineralogical Magazine als Rappoldit beschrieben.
Benannt wurde das Mineral nach seinem Fundort, der „Fundgrube Rappold“ in Schneeberg-Neustädtel, die ihren Namen nach dem zwischen 1513 und 1516 gestorbenen Bergbauunternehmer Friedrich Rappolt (Rappold) erhielt. Rappolt begründete zwischen 1475 und 1494 die nach ihm benannte Grube in Schneeberg-Neustädtel, die 1503/04 als größtes Schneeberger Silberbergwerk, u. a. mit der ersten Grubenmauerung, einen technischen Höchststand erreichte. Von der Grube sind Huthaus und Scheidebank erhalten geblieben und heute als Technisches Denkmal geschützt.
Typmaterial des Minerals (Holotyp) wird in den Geowissenschaftlichen Sammlungen der Technischen Universität Bergakademie Freiberg in Deutschland (Katalog-Nr. 79924 am Standort c 8,7) aufbewahrt.

## Klassifikation
Die aktuelle Klassifikation der International Mineralogical Association (IMA) zählt den Rappoldit zur Tsumcoritgruppe mit der allgemeinen Formel Me(1)Me(2)2(XO4)2(OH,H2O)2, in der Me(1), Me(2) und X unterschiedliche Positionen in der Struktur der Minerale der Tsumcoritgruppe mit Me(1) = Pb2+, Ca2+, Na+, K+ und Bi3+; Me(2) = Fe3+, Mn3+, Cu2+, Zn2+, Co2+, Ni2+, Mg2+ und Al3+ und X = As5+, P5+, V5+ und S6+ repräsentieren. Zur Tsumcoritgruppe gehören neben Rappoldit noch Cabalzarit, Cobaltlotharmeyerit, Cobalttsumcorit, Ferrilotharmeyerit, Gartrellit, Helmutwinklerit, Kaliochalcit, Krettnichit, Lotharmeyerit, Lukrahnit, Manganlotharmeyerit, Mawbyit, Mounanait, Natrochalcit, Nickellotharmeyerit, Nickelschneebergit, Nickeltsumcorit, Phosphogartrellit, Schneebergit, Thometzekit, Tsumcorit, Yancowinnait und Zinkgartrellit.
In der mittlerweile veralteten, aber noch gebräuchlichen 8. Auflage der Mineralsystematik nach Strunz gehörte der Rappoldit zur Mineralklasse der „Phosphate, Arsenate und Vanadate“ und dort zur Abteilung der „Wasserhaltigen Phosphate ohne fremde Anionen“, wo er zusammen mit Cabalzarit, Cobaltlotharmeyerit, Cobalttsumcorit, Ferrilotharmeyerit, Gartrellit, Helmutwinklerit, Krettnichit, Lotharmeyerit, Lukrahnit, Manganlotharmeyerit, Mawbyit, Mounanait, Nickellotharmeyerit, Nickelschneebergit, Phosphogartrellit, Schneebergit, Thometzekit, Tsumcorit und Zinkgartrellit die „Tsumcorit-Gartrellit-Gruppe“ mit der System-Nr. VII/C.31 bildete.
Die seit 2001 gültige und von der International Mineralogical Association (IMA) verwendete 9. Auflage der Strunz’schen Mineralsystematik ordnet den Rappoldit ebenfalls in die Abteilung der „Phosphate usw. ohne zusätzliche Anionen; mit H2O“ ein. Diese ist allerdings weiter unterteilt nach der relativen Größe der beteiligten Kationen und dem Stoffmengenverhältnis von Phosphat-, Arsenat- bzw. Vanadat-Komplex zum Kristallwassergehalt, so dass das Mineral entsprechend seiner Zusammensetzung in der Unterabteilung „Mit großen und mittelgroßen Kationen; RO4 : H2O = 1 : 1“ zu finden ist, wo es zusammen mit den weiteren Mitgliedern Gartrellit, Helmutwinklerit, Lukrahnit, Phosphogartrellit und Zinkgartrellit die „Helmutwinkleritgruppe“ mit der System-Nr. 8.CG.20 bildet.
Auch die vorwiegend im englischen Sprachraum gebräuchliche Systematik der Minerale nach Dana ordnet den Rappoldit in die Klasse der „Phosphate, Arsenate und Vanadate“ und dort in die Abteilung der „Wasserhaltige Phosphate etc.“ ein. Hier ist er zusammen mit Cobalttsumcorit, Helmutwinklerit, Mawbyit, Nickelschneebergit, Schneebergit, Thometzekit und Tsumcorit in der „Helmutwinklerit-Untergruppe“ mit der System-Nr. 40.02.09 innerhalb der Unterabteilung „Wasserhaltige Phosphate etc., mit A2+(B2+)2(XO4) × x(H2O)“ zu finden.

## Chemismus
Elf Mikrosondenanalysen an Rappoldit ergaben Mittelwerte von 35,27 % PbO; 0,12 % CaO; 0,11 % Bi2O3; 0,28 % Fe2O3; < 0,05 % Al2O3; 4,52 % ZnO; < 0,05 % CuO; 11,60 % CoO, 7,31 % NiO, 35,82 % As2O5; 0,11 % SO3 sowie 5,62 % H2O (theoretischer Gehalt). Daraus errechnete sich auf der Basis von 10 Sauerstoffatomen die empirische Formel (Pb1,01Ca0,01)Σ=1,02(Co0,99Ni0,62Zn0,35Fe2+0,02)Σ=1,98[(AsO4)1,99(SO4)0,01]Σ=2,00[(OH)0,02(H2O)1,98]Σ=2,00, die zu Pb(Co,Ni)2(AsO4)2·2H2O vereinfacht wurde.
Rappoldit ist ein Vertreter der Tsumcoritgruppe. Die generelle Formel für die Tsumcoritgruppe ist Me(1)Me(2)2(XO4)2(OH,H2O)2 mit Me(1) = Pb, Ca, Na und Bi; Me(2) = Fe, Mn, Cu, Zn, Co, Ni und Al sowie X = P, As, V und S. Mischkristallbildung findet hauptsächlich auf der Me(2)-Position, weniger häufig dagegen auf der X- und Me(1)-Position statt.
Da im Rappoldit auf den Me(2)-Positionen nur zweiwertige Kationen sitzen und eine Substitution durch Hydroxygruppen daher nicht erforderlich ist, enthält das Mineral genau zwei Wassermoleküle (H2O).
Rappoldit stellt das Co2+-dominante Analogon zum Zn2+-dominierten Helmutwinklerit dar.

## Kristallstruktur
Rappoldit kristallisiert im triklinen Kristallsystem in der Raumgruppe P1 (Raumgruppen-Nr. 2) mit den Gitterparametern a = 11,190 Å; b = 10,548 Å; c = 7,593 Å; α = 100,38°; β = 109,59° und γ = 98,96° sowie vier Formeleinheiten pro Elementarzelle.
Die Kristallstruktur des Rappoldits besteht aus Koordinationspolyedern, die über gemeinsame Kanten zu Ketten parallel [010] verknüpft sind. AsO4-Tetraeder mit gemeinsamen Ecken verbinden diese Ketten, wodurch parallel zur a-b-Fläche liegende Schichten entstehen. Die Schichten werden durch Wasserstoffbrückenbindungen und durch Pb[6+2]-Atome auf der Me(1)-Position verbunden, die spezifische Positionen mit der Symmetrie 1 zwischen diesen Schichten einnehmen. Die Me(2)-Position ist wie bei den anderen triklinen Vertretern der Tsumcoritgruppe in zwei unterschiedliche Positionen aufgespalten. In der triklinen Subzelle des Rappoldits sind die beiden Me(2)-Positionen ungefährlich zur Hälfte durch Cobaltatome besetzt; Nickel- und Zinkatome sind die weiteren Hauptbestandteile auf diesen Positionen, Fe3+ spielt nur einen untergeordnete Rolle. Bei der Verfeinerung wurde die Besetzung der beiden Positionen Me(2a) und Me(2b) im Rappoldit auf die analytisch bestimmten Werte für Ni und Fe fixiert. Für das Co:Zn-Verhältnis wurde hingegen eine getrennte Variation für die beiden Positionen bei gleichzeitiger Annahme einer vollständigen Besetzung erlaubt. Das verfeinerte Verhältnis ist auf beiden Me-Positionen praktisch identisch. Aufgrund der Ähnlichkeit der Geometrie, der verfeinerten Besetzung und der Distanz-Parameter des Me(2a)O6- und des Me(2b)O6-Polyeders existieren keine Hinweise auf eine Ordnung auf diesen Positionen.
Die Minerale der Tsumcoritgruppe können in drei verschiedene Untergruppen (Tsumcorit-, Helmutwinklerit- und Gartrellit-Untergruppe) unterteilt werden, die durch unterschiedliche Strukturtypen charakterisiert sind. Rappoldit gehört zu den Vertretern der Helmutwinklerit-Untergruppe mit der allgemeinen Formel Me(1)2+ Me(2)2+2(X5+O4)2·2H2O, für die eine nahezu vollständige Mischkristallbildung auf der Me(2)-Position mit Me2+ (Co, Ni, Zn) ↔ Cu2+ angenommen wird. Diese Minerale besitzen aufgrund der Forderung von vier Wasserstoffbindungen pro Formeleinheit alle trikline Symmetrie. Die Einheitszelle ist gegenüber den Vertretern der Tsumcorit-Untergruppe vergrößert und enthält vier Formeleinheiten. Dies wird durch eine teilweise Ordnung der Wasserstoffbindungen verursacht, wodurch symmetriebeschränkte Wasserstoffbindungen vermieden werden.
Rappoldit ist isotyp (isostrukturell) zu Helmutwinklerit und möglicherweise auch zu formelreinem Thometzekit, nicht aber zum monoklinen sulfathaltigen Thometzekit.

## Eigenschaften

### Morphologie
Rappoldit entwickelt rote und idiomorphe, parallel [120] prismatische oder tafelige Kristalle bis zu 1 mm Länge und 0,3 mm Durchmesser, die zu kleinen, rosettenförmigen oder auch kugeligen Aggregaten zusammentreten. Daneben existieren auch rotbraune Aggregate aus tafeligen Kristallen, die Verwachsungen mit kleinen Mengen Cobaltlotharmeyerit bilden. Beschrieben werden ferner auch kugelige Aggregate. Die trachtbestimmenden Formen sind das Pinakoid parallel der c-Achse {210} und das dritte Pinakoid {001}. Da mit diesen beiden Flächenformen allein eine geschlossene Kristallform nicht definiert ist, wurde für die nebenstehenden Kristallzeichnungen zur Vervollständigung der Kristalle noch das Pinakoid {210} verwendet.
Alle untersuchten Rappoldit-Kristalle sind ausnahmslos verzwillingt, wobei {230} die Zwillingsebene bildet.

### Physikalische und chemische Eigenschaften
Die Kristalle des Rappoldits sind rot bis rotbraun, seine Strichfarbe wird mit hell gelbbraun angegeben. Die Oberflächen der durchsichtigen Kristalle weisen einen glasartigen Glanz auf, was auch in Übereinstimmung mit den Werten für die Lichtbrechung (nx = 1,85, nz = 1,90) steht.
Das Mineral zeigt keine Spaltbarkeit, bricht aufgrund seiner Sprödigkeit aber ähnlich wie Quarz, wobei die Bruchflächen muschelig ausgebildet sind. Mit einer Mohshärte von 4,5 gehört Rappoldit zu den mittelharten Mineralen, steht damit zwischen den Referenzmineralen Fluorit (Härte 4) und Apatit (Härte 5) und lässt sich wie diese mehr (Fluorit) oder weniger (Apatit) leicht mit dem Taschenmesser ritzen. Die Dichte des Minerals ließ sich nicht messen, seine berechnete Dichte liegt bei 5,28 g/cm³.
Rappoldit ist in warmer verdünnter Salzsäure (HCl) vollständig löslich.

## Bildung und Fundorte

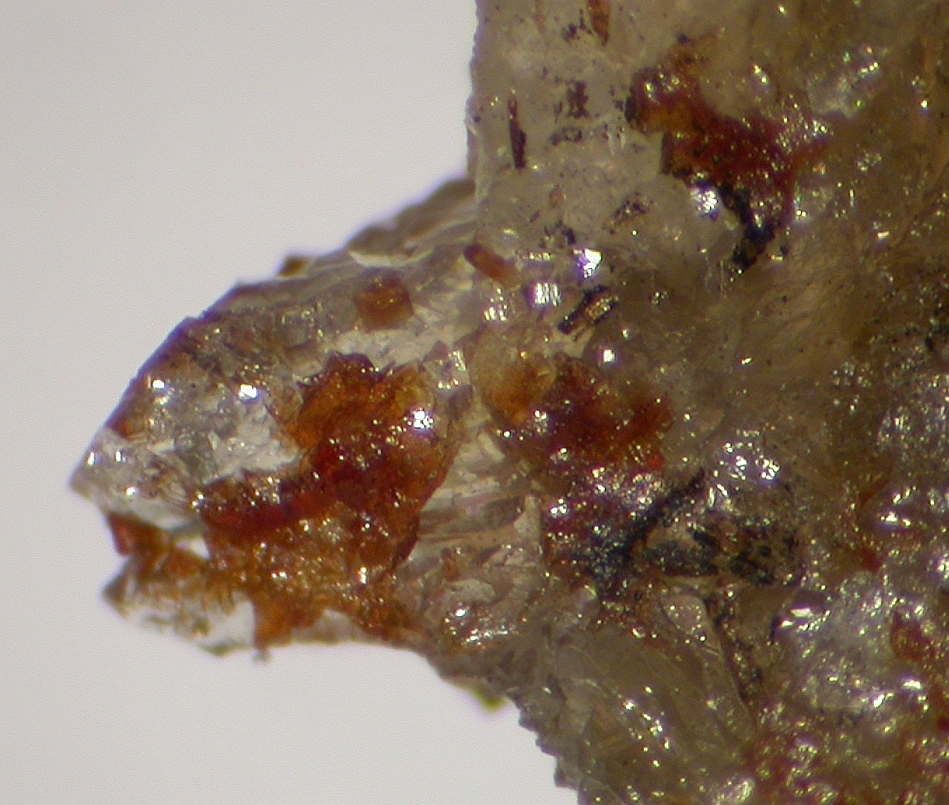
Hell rötlichbrauner Rappoldit aus der Grube Rappold (Sichtfeld 3 mm)

Rappoldit ist ein typisches Sekundärmineral, welches sich durch Verwitterung primärer Erzminerale in der Oxidationszone einer arsenhaltigen hydrothermalen Bismut-Cobalt-Nickel-Silber-Lagerstätte bildete. Er entstand aus der Zersetzung von blei-, cobalt-, nickel- und zinkhaltigen Erzmineralen wie Galenit, Vertretern der Skutterudit-Nickelskutterudit-Mischkristallreihe und Sphalerit, wobei das Arsen aus der Zersetzung der Arsenide (Skutterudit) stammt.
Auf der Typstufe sitzt der Rappoldit in zelligem Quarz. Weitere Sekundärminerale des Haldenfundes sind Cobaltlotharmeyerit, Cobaltaustinit, Skorodit, Bariopharmakosiderit, Olivenit, Konichalcit, Erythrin, Arseniosiderit, Mimetesit und Beudantit sowie als primäre Erzminerale gediegen Silber, gediegen Bismut, Akanthit, Galenit, Pyrit und Skutterudit. Als direkt mit Rappoldit vergesellschaftet treten dabei unter anderem Cobaltaustinit und Cobaltlotharmeyerit auf.
Als sehr seltene Mineralbildung konnte Rappoldit bisher (Stand 2017) nur von seiner Typlokalität beschrieben werden. Als Typlokalität gilt die „Fundgrube Rappold“ bei Schneeberg am Rande des Schneeberg-Neustädteler Cobaltfeldes, Erzgebirgskreis, westliches Erzgebirge, Sachsen, Deutschland. Fundorte für Rappoldit in Österreich und der Schweiz sind damit unbekannt.

## Verwendung
Aufgrund seiner Seltenheit ist Rappoldit nur für den Mineralsammler von Interesse.